# 瓦爾米科查湖 (阿科班比亞區)
12°42′32″S 75°31′37″W / 12.70889°S 75.52694°W
瓦爾米科查湖（Huarmicocha），是秘魯的湖泊，位於該國中南部萬卡韋利卡大區，由萬卡韋利卡省的阿科班比亞區負責管轄，面積82.7平方公里，海拔高度4,582米。